# Ochlandra travancorica
Ochlandra travancorica là một loài thực vật có hoa trong họ Hòa thảo. Loài này được (Bedd.) Gamble mô tả khoa học đầu tiên năm 1896.

## Hình ảnh

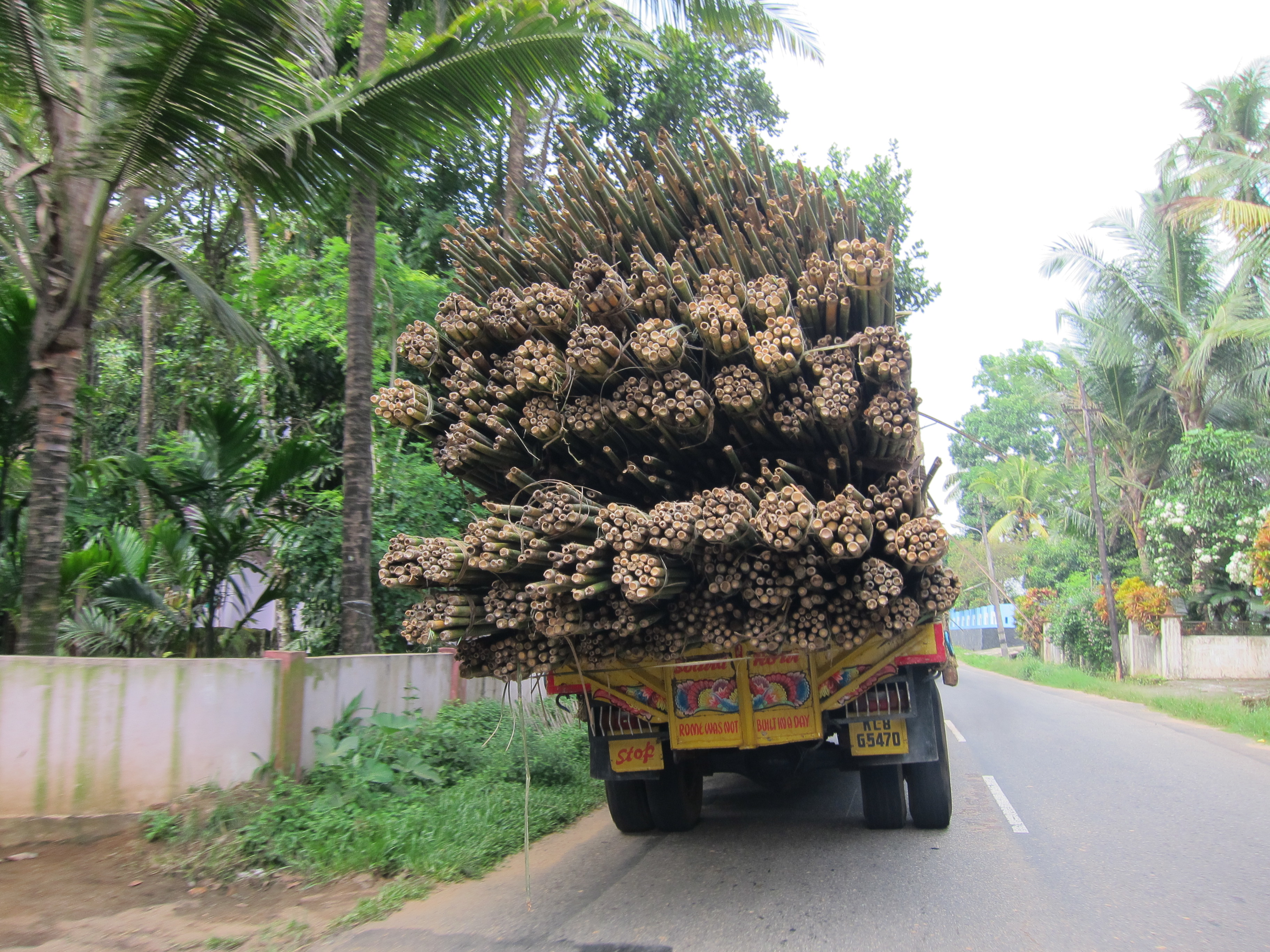